# Wereldbeker schaatsen junioren 2013/2014
De wereldbeker schaatsen junioren 2013/2014 (ISU Junior World Cup Speed Skating 2013/2014) was de zesde editie van de wereldbeker schaatsen junioren. Het seizoen bestond uit drie wedstrijden, waarvan de eerste over meerdere continentale evenementen was uitgesplitst, de tweede een globale wedstrijd was, waarna afgesloten werd met een wereldbekerfinale. Voor de derde keer was ook de massastart een officieel onderdeel van de wereldbekercyclus voor junioren; meisjes reden acht rondes en jongens reden er twaalf.
Dit jaar was er voor het eerst ook de teamsprint bij, die gelijk een officieel onderdeel was tijdens de eerste twee wereldbekerwedstrijden. Zowel de jongens als de meisjes reden in teams van drie schaats(st)ers ieder precies een ronde om in totaal drie ronden te rijden. Bij de teamsprint mochten per land twee teams meedoen. Alleen aan het beste team worden punten toegekend. Ook mochten er teams worden ingeschreven die bestaan uit deelnemers van verschillende landen. Voor dit soort gemixte teams mochten maar maximaal twee deelnemende schaatsers van één land worden ingeschreven. Bij gemixte teams kreeg alleen het land van de teamnaam, een van de landen van een van de schaatsers, de punten toegewezen. De uitslagen van de teamsprint werden in de eindstand opgeteld bij die van de ploegenachtervolging.
In tegenstelling tot een aantal voorgaande edities maakte het WK Junioren dit seizoen geen deel uit van de wereldbeker. Ook bestond de wereldbeker lange afstanden voor jongens alleen nog maar uit wedstrijden over 3000 meter.

## Puntenverdeling
| Plaats                         | 1   | 2   | 3   | 4  | 5  | 6  | 7  | 8  | 9  | 10 | 11 | 12 | 13 | 14 | 15 | 16 | 17 | 18 | 19 | 20 | 21 | 22 | 23 | 24 |
| ------------------------------ | --- | --- | --- | -- | -- | -- | -- | -- | -- | -- | -- | -- | -- | -- | -- | -- | -- | -- | -- | -- | -- | -- | -- | -- |
| Wereldbekerfinale              | 150 | 120 | 105 | 90 | 75 | 67 | 60 | 54 | 48 | 42 | 36 | 31 | 27 | 24 | 21 | 18 | 15 | 12 | 9  | 6  | 4  | 3  | 2  | 1  |
| Normale wereldbekerwedstrijd   | 100 | 80  | 70  | 60 | 50 | 44 | 40 | 36 | 32 | 28 | 24 | 20 | 18 | 16 | 14 | 12 | 10 | 8  | 6  | 4  | 2  |    |    |    |
| Regionale wereldbekerwedstrijd | 50  | 40  | 35  | 30 | 25 | 22 | 20 | 18 | 16 | 14 | 12 | 10 | 8  | 5  | 2  |    |    |    |    |    |    |    |    |    |

## Limiettijden
Om te mogen starten in de wereldbeker schaatsen junioren 2013/2014 moest de schaatser aan de volgende limiettijden hebben voldaan. Deze limiettijden waren identiek aan het vorige jaar. Per land mochten er voor een wereldbeker maximaal tien jongens en tien meisjes worden ingeschreven. Per afstand mochten er maximaal vijf jongens en vijf meisjes per land worden ingeschreven. Voor de wereldbekerfinale mochten er vijf jongens en vijf meisjes per land worden ingeschreven waarvan er per afstand maar drie jongens en drie meisjes mochten deelnemen. Aan de wereldbekerfinale mocht alleen worden meegedaan wanneer een schaats(t)er punten had behaald tijdens de eerste twee wereldbekerwedstrijden of had voldaan aan de limiettijd voor het WK Junioren 2014.
Tevens had de ISU de ruimte om een zogenaamde wildcard te geven aan een land om zowel één jongen als één meisje alsnog te laten deelnemen die niet had voldaan aan de limiettijd(en). Ook mochten organiserende landen Junioren C inschrijven, nadat de ISU er toestemming voor heeft gegeven.
| Geslacht | 500m  | 1000m   | 1500m   | 3000m   |
| -------- | ----- | ------- | ------- | ------- |
| Jongens  | 41,00 | 1.22,00 | 2.07,00 | 4.25,00 |
| Meisjes  | 45,00 | 1.30,00 | 2.20,00 | 5.00,00 |

## Kalender
Elk land dat lid is van de ISU heeft een vrije keuze voor deelname aan de eerste wereldbeker. Elk land is niet verplicht om op het eigen continent deel te nemen aan de desbetreffende wereldbeker. Zolang het gehele land maar deelneemt aan maximaal één regionale wereldbeker.
| #     | Plaats    | Datum                 | 500m                                                                              | 1000m                                                                             | 1500m                                                                             | 3000m                                                                             | massastart                                                                        | teamsprint                                                                        | achtervolging                                                                     | Extra                                                                             |
| ----- | --------- | --------------------- | --------------------------------------------------------------------------------- | --------------------------------------------------------------------------------- | --------------------------------------------------------------------------------- | --------------------------------------------------------------------------------- | --------------------------------------------------------------------------------- | --------------------------------------------------------------------------------- | --------------------------------------------------------------------------------- | --------------------------------------------------------------------------------- |
| 1     | Quebec    | 30 nov. - 1 dec. 2013 | 1x                                                                                | 1x                                                                                | 1x                                                                                | 1x                                                                                | 1x                                                                                | 1x                                                                                |                                                                                   | Geplande regionale wedstrijd Noord-Amerika, ging niet door                        |
| 1     | Zakopane  | 14 - 15 december 2013 | 1x                                                                                | 1x                                                                                | 1x                                                                                | 1x                                                                                | 1x                                                                                | 1x                                                                                | Regionale wedstrijd Europa, halve punten                                          |                                                                                   |
| 1     | Tomakomai | 11 - 12 januari 2014  | 1x                                                                                | 1x                                                                                | 1x                                                                                | 1x                                                                                | 1x                                                                                | 1x                                                                                | Regionale wedstrijd Azië, halve punten                                            |                                                                                   |
| 2     | Innsbruck | 25 - 26 januari 2014  | 1x                                                                                | 1x                                                                                | 1x                                                                                | 1x                                                                                | 1x                                                                                | 1x                                                                                |                                                                                   |                                                                                   |
| 3     | Bjugn     | 1 - 2 maart 2014      | 1x                                                                                | 1x                                                                                | 1x                                                                                | 1x                                                                                | 1x                                                                                |                                                                                   | 1x                                                                                | Wereldbekerfinale, bonuspunten                                                    |
| Bjugn | Bjugn     | 7 - 9 maart 2014      | Wereldkampioenschappen schaatsen junioren 2014, telt niet mee voor de wereldbeker | Wereldkampioenschappen schaatsen junioren 2014, telt niet mee voor de wereldbeker | Wereldkampioenschappen schaatsen junioren 2014, telt niet mee voor de wereldbeker | Wereldkampioenschappen schaatsen junioren 2014, telt niet mee voor de wereldbeker | Wereldkampioenschappen schaatsen junioren 2014, telt niet mee voor de wereldbeker | Wereldkampioenschappen schaatsen junioren 2014, telt niet mee voor de wereldbeker | Wereldkampioenschappen schaatsen junioren 2014, telt niet mee voor de wereldbeker | Wereldkampioenschappen schaatsen junioren 2014, telt niet mee voor de wereldbeker |

## Uitslagen

### Meisjes
| Wedstrijden      |                            |                           |                              |                          |                     |                       |                       |
|                  | 500m                       | 1000m                     | 1500m                        | 3000m                    | massastart          | teamsprint            | achtervolging         |
| Europa: Zakopane | Sanneke de Neeling (41,03) | Melissa Wijfje (1.20,69)  | Melissa Wijfje (2.03,96)     | Melissa Wijfje (4.25,33) | Giulia Lollobrigida | Nederland (1.32,46)   | niet op het programma |
| Azië: Tomakomai  | Kako Yamane (40,86)        | Kim Min-sun (1.23,86)     | Park Ji-woo (2.08,89)        | Nam Ji-eun (4.33,15)     | Park Ji-woo         | Zuid-Korea (1.33,03)  | niet op het programma |
| Innsbruck        | Vanessa Bittner (40,25)    | Vanessa Bittner (1.20,09) | Sanneke de Neeling (2.06,74) | Melissa Wijfje (4.25,77) | Vanessa Bittner     | Nederland (1.35,86)   | niet op het programma |
| Bjugn            | Vanessa Bittner (39,51)    | Melissa Wijfje (1.19,92)  | Melissa Wijfje (2.02,59)     | Melissa Wijfje (4.17,61) | Vanessa Bittner     | niet op het programma | Nederland (3.10,94)   |
| Eindklassement   |                            |                           |                              |                          |                     |                       |                       |
|                  | 500m                       | 1000m                     | 1500m                        | 3000m                    | massastart          | ploegenonderdelen     | ploegenonderdelen     |
| Goud             | Vanessa Bittner            | Melissa Wijfje            | Melissa Wijfje               | Melissa Wijfje           | Vanessa Bittner     | Nederland             | Nederland             |
| Zilver           | Bente van den Berge        | Sanneke de Neeling        | Sanneke de Neeling           | Jelizaveta Kazelina      | Han Mei             | Duitsland             | Duitsland             |
| Brons            | Jelizaveta Kazelina        | Vanessa Bittner           | Antoinette de Jong           | Jade van der Molen       | Sanneke de Neeling  | Noorwegen             | Noorwegen             |

### Jongens
| Wedstrijden      |                      |                           |                         |                         |                    |                       |                       |
|                  | 500m                 | 1000m                     | 1500m                   | 3000m                   | massastart         | teamsprint            | achtervolging         |
| Europa: Zakopane | Kai Verbij (36,49)   | Kai Verbij (1.12,26)      | Patrick Roest (1.52,30) | Patrick Roest (3.58,78) | Kai Verbij         | Oostenrijk (1.25,03)  | niet op het programma |
| Azië: Tomakomai  | Takuya Goto (37,14)  | Yang Seung-yong (1.15,63) | So Han-jae (01.56,57)   | Kim Min-seok (4.05,17)  | Shoya Ogawa        | Japan 2 (1.25,48)     | niet op het programma |
| Innsbruck        | Dai Dai Ntab (36,88) | Kai Verbij (1.12,84)      | Kai Verbij (1.51,69)    | Liu Yiming (4.00,21)    | Armin Hager        | Nederland (1.25,07)   | niet op het programma |
| Bjugn            | Dai Dai Ntab (36,98) | Joel Dufter (1.13,01)     | Taro Kondo (1.52,76)    | Patrick Roest (3.54,20) | Patrick Roest      | niet op het programma | Nederland (4.00,13)   |
| Eindklassement   |                      |                           |                         |                         |                    |                       |                       |
|                  | 500m                 | 1000m                     | 1500m                   | 3000m                   | massastart         | ploegenonderdelen     | ploegenonderdelen     |
| Goud             | Dai Dai Ntab         | Arvin Wijsman             | Patrick Roest           | Patrick Roest           | Armin Hager        | Nederland             | Nederland             |
| Zilver           | Piotr Michalski      | Piotr Michalski           | Arvin Wijsman           | Nils van der Poel       | Patrick Roest      | Rusland               | Rusland               |
| Brons            | Johann Jørgen Sæves  | Joel Dufter               | Kai Verbij              | Willem Hoolwerf         | Viktor Hald Thorup | Zweden                | Zweden                |

### Medaillespiegel
| Pos. | Land       | Goud | Zilver | Brons | Totaal |
| ---- | ---------- | ---- | ------ | ----- | ------ |
| 1    | Nederland  | 9    | 5      | 5     | 19     |
| 2    | Oostenrijk | 3    | 0      | 1     | 4      |
| 3    | Rusland    | 0    | 2      | 1     | 3      |
| 4    | Polen      | 0    | 2      | 0     | 2      |
| 5    | Duitsland  | 0    | 1      | 1     | 2      |
| 5    | Zweden     | 0    | 1      | 1     | 2      |
| 7    | China      | 0    | 1      | 0     | 1      |
| 8    | Noorwegen  | 0    | 0      | 2     | 2      |
| 9    | Denemarken | 0    | 0      | 1     | 1      |